# Rezerwat przyrody Łaznów
Rezerwat przyrody Łaznów – leśny rezerwat przyrody położony w gminie Rokiciny, w powiecie tomaszowskim, w województwie łódzkim. Znajduje się na terenie leśnictwa Rokiciny (Nadleśnictwo Brzeziny).
- powierzchnia 60,83 ha;
- data utworzenia 19 kwietnia 1979;
- cel ochrony: zachowanie zróżnicowanych zbiorowisk leśnych z dominacją jodły na granicy zasięgu[1][3];
- skład gatunkowy: 68,5% – jodła, 29,4% – sosna, 2,1% – modrzew[2];
- wiek najstarszych okazów: ponad 100 lat[2].

Według obowiązującego planu ochrony ustanowionego w 2011 roku, obszar rezerwatu objęty jest ochroną czynną.